# 仇览
仇览（?—?），又名仇香，字季智，陈留郡考城（今河南省兰考县）人，东汉学者。
仇览任蒲亭长。重视农业生产，奖励农耕，农闲时聚集子弟群居受学。后来入太学。被郭泰、符融等学者推崇。学业结束，回归乡里，州郡请他为官，他都称病推辞。

## 延伸阅读
[在维基数据编辑]
 《後漢書/卷76》，出自范晔《後漢書》